# Hōjō Ujiyasu
Hōjō Ujiyasu est un nom japonais traditionnel ; le nom de famille (ou le nom d'école), Hōjō, précède donc le prénom (ou le nom d'artiste).
Hōjō Ujiyasu (北条 氏康, 1515-21 octobre 1571) est le fils de Hōjō Ujitsuna (北条 氏綱) et un daimyō (seigneur de guerre) du clan Go-Hōjō. Sa seule épouse légale est Suikeiin, sœur de Imagawa Yoshimoto.

## Biographie
Au décès de son père en 1541, un certain nombre des ennemis des Hōjō cherchent à profiter de l'occasion pour s'emparer de leurs principales forteresses. Ōgigayatsu Tomosada essaye, vainement, de s'emparer du château d'Edo (江戸城) et quelques années plus tard, en 1545, une armée conduite par Ashikaga Haruuji (足利 晴氏) et Uesugi Norimasa (上杉 憲政) assiègent le château de Kawagoe (voir siège de Kawagoe). Hōjō Tsunashige (北条 綱成), gendre de Tamemasa (北条 為昌), frère de Ujiyasu (北条 為昌) et beau-fils d'Ujitsuna, est en infériorité numérique insurmontable de 3 000 hommes contre 80 000 et Ujiyasu emmène 8 000 soldats en renfort. Ujiyasu fait passer un samouraï dans les lignes ennemies pour informer Tsunashige de l'approche de l'ennemi et emploie des ninjas pour apprendre la stratégie et l'attitude de l'ennemi. Avec ces renseignement, il mène une attaque de nuit contre la force Ashikaga/Uesugi. En dépit d'être beaucoup moins nombreuse, l'armée des Hōjō défait les assiégeants parce que, sur ordre d'Ujiyasu, ils ne sont pas encombrés par une lourde armure et ne sont pas ralentis lorsqu'ils s'avancent. Cette bataille marque la fin de la lignée Ōgigayatsu Uesugi (扇谷上杉家) et anéantit le prestige de Norimasa du clan Yamanouchi Uesugi (山内上杉家) comme gouverneur général de la région de Kantō Kantō kanrei (関東管領) jusqu'à ce qu'Uesugi Kenshin (上杉 謙信), entretemps adopté par Norimasa, n'occupe ce poste en 1561.
Hōjō Ujiyasu étend le territoire des Hōjō qui couvre à présent cinq provinces, gère et maintient ce dont disposaient son père et son grand-père. Il s'empare de Kōnodai dans la province de Shimōsa en 1564 à la suite d'une bataille contre Satomi Yoshihiro (里見 義弘). Vers la fin de sa vie, il est témoin des premiers grands conflits entre son clan et Takeda Shingen (武田 信玄) qui deviendra un des plus grands seigneurs de guerre de cette époque. En réponse à l'intervention des Hōjō en réaction à son invasion de la province de Suruga, Shingen entre dans la province de Musashi en provenance de sa propre province de Kai, attaque les châteaux de Hachigata et Takiyama, où les fils d'Ujiyasu le repoussent. Cependant, malgré les châteaux intacts derrière lui, Shingen s'empresse vers le château central d'Odawara (小田原城) des Hōjō, incendie le bâtiment et se retire après trois jours. Deux des sept fils d'Ujiyasu combattent Takeda à la bataille de Mimasetoge en 1569, ce qui met fin à la première des campagnes des Takeda contre les Hōjō.
Par la suite, Ujiyasu parvient à faire la paix avec Uesugi Kenshin et Takeda Shingen, les adversaires les plus puissants des Hōjō. Il laisse Kenshin, qui est sans enfant, adopter son septième fils, et il accepte le fait accompli de la domination de Shingen sur Suruga. Pour cimenter les liens Takeda-Imagawa-Hōjō, Ujiyasu donne également ses deux filles à ces deux clans ; dame Hayakawa épouse Imagawa Ujizane tandis que dame Hōjō, Hōjō Fujin, devient la seconde épouse de Takeda Katsuyori.
Ujiyasu décède en 1571 et transmet les domaines des Hōjō à son fils ainé Ujimasa (北条 氏政) dans une situation relativement favorable.

## Famille
- Père : Hōjō Ujitsuna, fils de Hōjō Sōun et deuxième chef du clan Hōjō
- Mère : Yōjuin-dono

- Frères :
  - Tamemasa Hōjō
  - Ujitaka Hōjō
- Sœurs :
  - épouse de Hōjō Tsunashige
  - épouse de Ota Shidaka
  - épouse de Sadatomi Horikoshi
  - épouse de Ashikaga Hareshi
  - épouse de Katsurayama Ujimoto
  - épouse de Kira Yoriyasu

- Épouses et enfants :
  - Zuikeii-in, sœur d'Imagawa Yoshimoto :
    - Shinkuru Hōjō, mort jeune
    - Hōjō Ujimasa, quatrième chef du clan Hōjō
    - Hōjō Ujiteru, seigneur du château de Hachiōji, adopté par Oishi Sadahisa
    - Hōjō Ujikuni, seigneur du château de Hachigata, adopté par Yasukuni Fujita
    - Hōjō Ujinori, seigneur du château de Nirayama, adopté par Imagawa Yoshimoto
    - Dame Hayakawa, mariée à Imagawa Ujizane

  - Fille de Norihide Matsuda (concubine) :
    - Dame Hōjō, mariée à Takeda Katsuyori

  - Belle-sœur de Tooyama Yasumitsu (concubine ) :
    - Uesugi Kagetora, adopté par Uesugi Kenshin

  - De mères inconnues :
    - Hōjō Ujitada, adopté par Sano Sotsuna
    - Hōjō Ujimitsu, seigneur du château d'Ashigara
    - Nanamagari-dono, mariée à Hōjō Ushihige
    - Kiku-hime, mariée à Satomi Yoshiyori
    - Joko-in, mariée à Ashikaga Yoshiyuji
    - Nagarin-in, mariée à Ota Ujisuke
    - Ozaki-dono, mariée à Chiba Chikatane
    - Shitoku-in, mariée à Ogasawara Yasuhiro
    - une fille, mariée à Chiba Togitane

## Source de la traduction
- (en) Cet article est partiellement ou en totalité issu de l’article de Wikipédia en anglais intitulé « Hōjō Ujiyasu » (voir la liste des auteurs).